# تشارلي باربر
تشارلي باربر (بالإنجليزية: Charlie Barber)‏ هو لاعب كرة قاعدة أمريكي، ولد في 1854 في فيلادلفيا في الولايات المتحدة، وتوفي بنفس المكان في 23 نوفمبر 1910.

## وصلات خارجية
- تشارلي باربر على موقعبيزبول رفرنس.كوم (الدوري الرئيسي) (الإنجليزية)
- تشارلي باربر على موقعبيزبول رفرنس.كوم (الدوري الثانوي) (الإنجليزية)